# 利帕 (科韋利區)
50°55′41″N 24°44′48″E / 50.92806°N 24.74667°E
利帕（羅馬化：Lypa）是烏克蘭的一个村落，位於該國西部沃倫州，由科韋利區管轄，面積0.93平方公里，2001年該村落人口246，人口密度每平方公里265.09人。